# Hochaltar

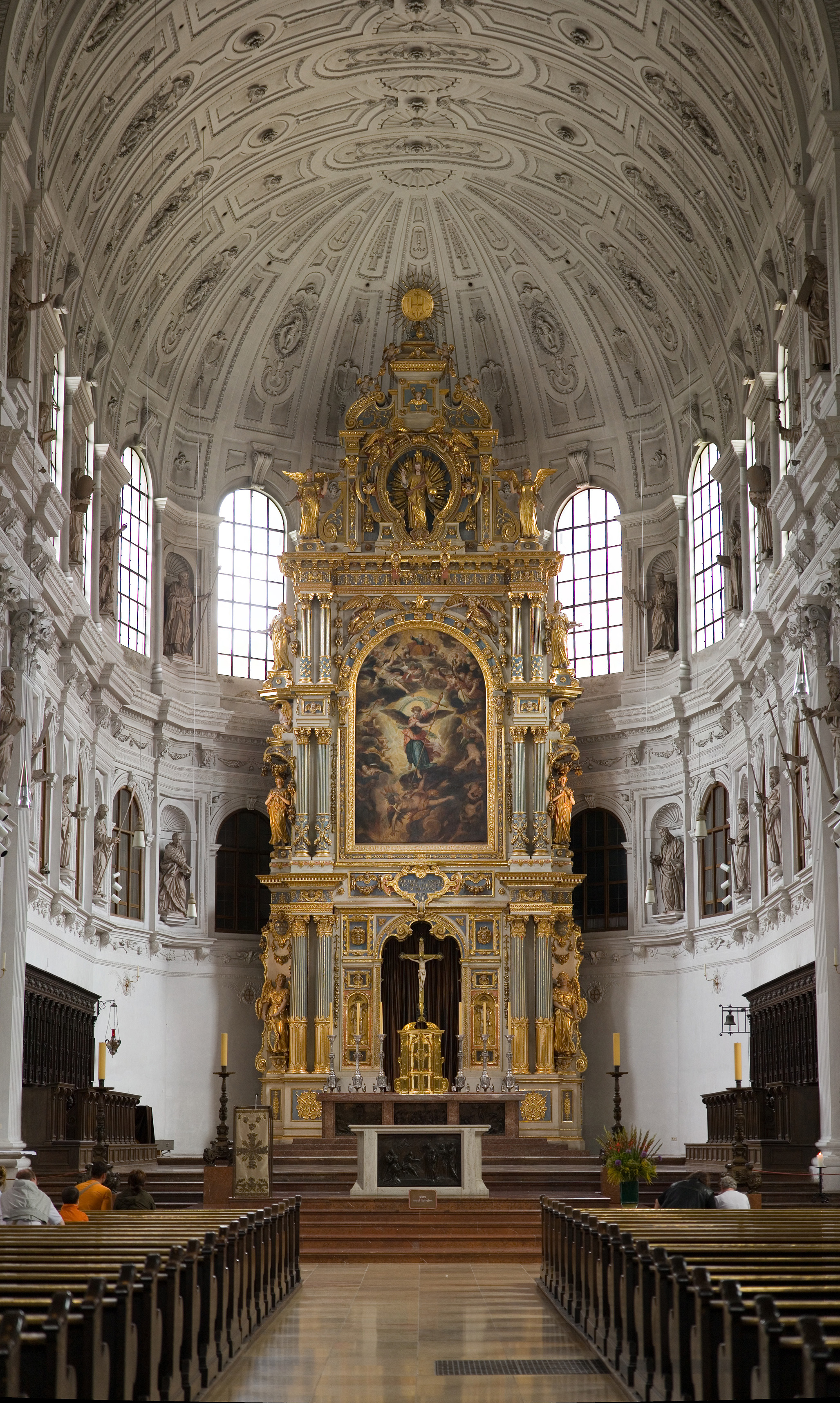
Hochaltar der Michaelskirche in München

Als Hochaltar bezeichnet man den erhöhten Hauptaltar in oder vor der Apsis einer katholischen Kirche. Er steht, vom Hauptschiff der Kirche aus gesehen, meist stirnseitig in der Apsis, in alten Grabeskirchen wie dem Petersdom auch zentral über der Memoria. 
Ursprünglich unterscheidet der Begriff den Hauptaltar einer Kirche von den Nebenaltären bzw. Seitenaltären, die bereits ab der Herrschaft des römischen Kaisers Konstantin I. in größeren Kirchen zusätzlich zum Hochaltar errichtet wurden und die sich in den Seitenapsiden, den Kapellenkränzen, an den Wänden der Seitenschiffe, an Pfeilern, in Seitenkapellen oder an den Seitenwänden befinden können. In Kirchen mit einem Lettner war auch ein Altar vor dem Lettner üblich, der häufig Kreuzaltar genannt wurde.
Kernstück ist die Mensa, der Altartisch. Zentral in der Mitte befindet sich meist der Tabernakel als Aufbewahrungsort des Allerheiligsten. Über der Mensa erhebt sich das oft hohe und kunstvoll geschmückte Altarretabel, das umgangssprachlich oft mit dem Altar an sich gleichgesetzt wird. Man unterschied bei Altären früher eine Epistelseite (mit Blickrichtung auf den Altar rechts) und eine Evangelienseite (mit Blickrichtung auf den Altar links). Diese Einteilung ist nach den Liturgiereformen des Zweiten Vatikanischen Konzils weitgehend hinfällig geworden, da die Episteln der Liturgie und das Evangelium seitdem am Ambo vorgetragen werden. 
Nach der Reformation hat man in den meisten evangelisch-lutherischen Kirchen den Hochaltar beibehalten, während die als überflüssig angesehenen Seitenaltäre fast immer aus der Kirche entfernt wurden.
Im Zuge der Liturgiereformen seit dem Zweiten Vatikanischen Konzil wurde in vielen römisch-katholischen Kirchen der Hochaltar durch einen Volksaltar ersetzt, oder er wurde zu einem dekorativen Abschluss der Apsis mit der Möglichkeit, seinen Tabernakel weiterhin zu nutzen.